# 焼津漁港カツオ窃盗事件

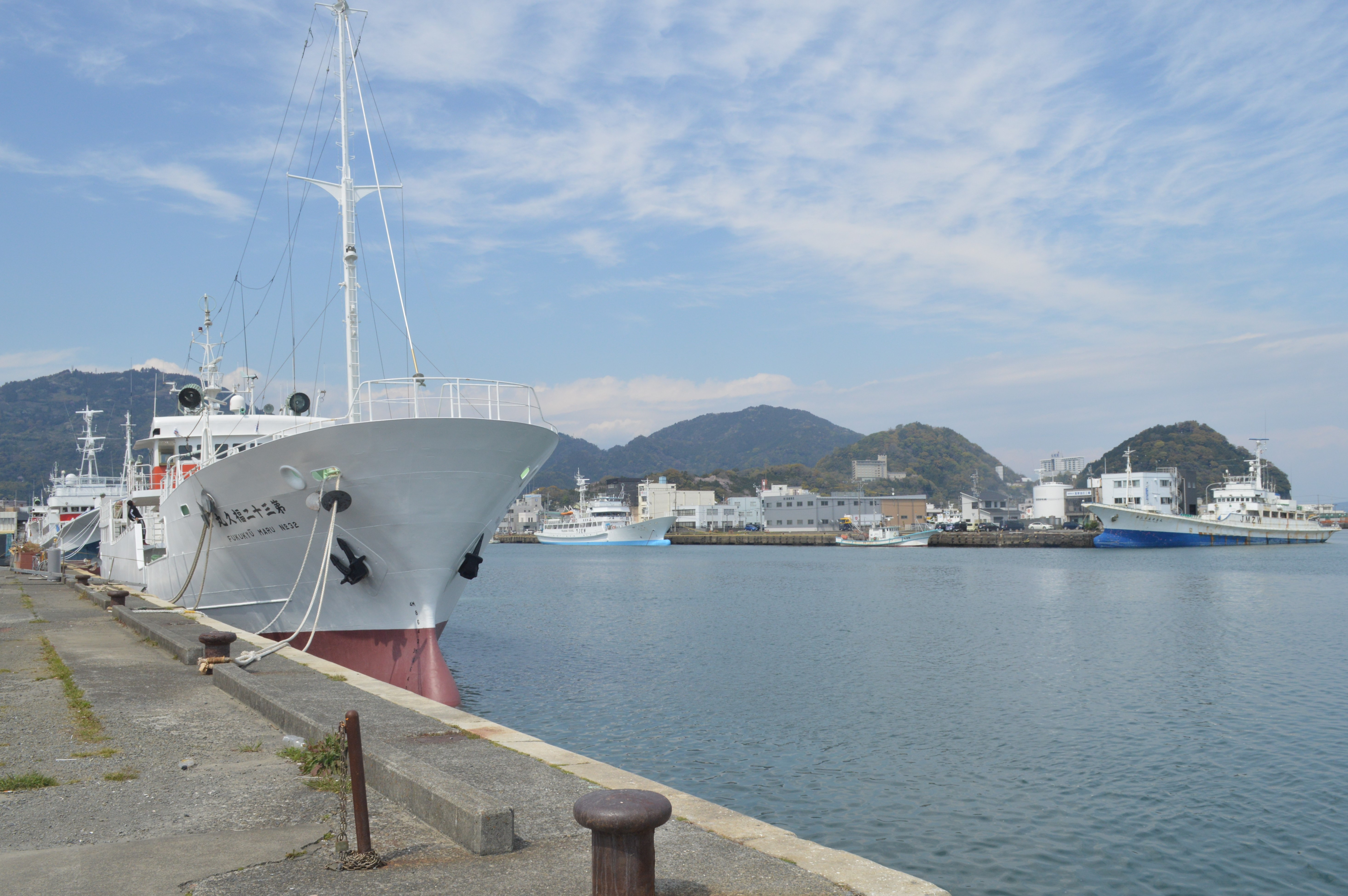
焼津漁港

焼津漁港カツオ窃盗事件（やいづぎょこうカツオせっとうじけん）は、2021年（令和3年）10月に静岡県焼津市の焼津漁港で発覚した、漁業協同組合（漁協）職員や地元水産業者社員によるカツオの窃盗事件。20年以上に渡り、漁協職員や一部の水産加工業者らが、水揚げされた冷凍カツオを計量する前に密かに抜き取って正規外の流通ルートに回して不正な利益を得ていたことが発覚し、漁業の街・焼津のブランドを失墜させる事態に発展した。焼津冷凍カツオ窃盗事件・焼津カツオ盗などとも言われている。

## 概要
カツオの水揚げ量が年間400億円を超え、日本一を誇る焼津漁港であるが、事件発覚以前から「焼津港では（鹿児島県などの港と比べて）水揚げが減る」という噂が漁業関係者の間で囁かれていた。
2021年（令和3年）10月11日、焼津市内の水産加工会社が水揚げした冷凍カツオ4.5トンを盗んだとして、市内の別の水産加工会社の幹部（元社長・役員）のほか焼津漁協職員、運送会社社員など7人が静岡県警に逮捕された。
主犯格とみられる漁協職員は、運送会社の社員に命じて水揚げしたカツオの一部を計量せずに運び出させて水産加工会社の倉庫に保管し、その水産加工会社の同じく主犯格と見られる社長（元）が、部下の役員（元）に命じて倉庫に運ばせたカツオを自社の所有と偽る工作を行っていた。これら未計量のカツオによる不正な売り上げの一部が漁協職員に渡り、また関与した者たちに報酬として分配されていた。「焼津港では水揚げが減る」という噂が裏付けられる結果となった。
2021年（令和3年）11月29日、漁協は調査委員会による報告書を公表し、20年前から職員がカツオを加工会社に渡す見返りに現金を受け取っていた事実を認めた。これらは、後に他の水産加工会社らによる別ルートのカツオ窃盗の実態も明らかになったため「第1の窃盗ルート」と呼ばれる。
2021年（令和3年）12月には、静岡県警が神奈川県南足柄市に本社がある運送会社や大手水産会社マルハニチロの完全子会社「大洋エーアンドエフ」の東京本社と焼津営業所にもカツオ盗難の疑いで家宅捜索に入り、2022年（令和4年）5月9日に上記の神奈川県の運送会社元社長や、マルハニチロのグループ企業の社員ら6人を窃盗容疑で逮捕した。盗まれたカツオは鹿児島県の業者に売却されたとみられ（第2の窃盗ルート）、事件は静岡県外にも波及した。
2022年（令和4年）10月11日、高知県の水産加工会社の元会長や、焼津市内の水産加工会社元常務、運送会社の社長ら5人が、カツオ窃盗容疑で逮捕された（第3の窃盗ルート）。
焼津漁港でのこのようなカツオの不正抜き取り行為は、全貌は明らかではないが20〜30年前から行われていたとみられ、被害総額は数十億円に上るとも言われている。
焼津漁業協同組合長の西川角次郎は事件発覚後の2022年（令和4年）3月に再任されたが、同年6月9日に記者会見を開き、辞任する意向を表明した。
2023年（令和5年）3月、焼津漁協は職員が不正に関与したことをふまえ、被害を受けた水産加工業者15社に対し、解決金総額6億7000万円を支払う和解案を示した。
被害を受けた15社は、2023年（令和5年）5月24日までに漁協が提示した和解案（総額6億7000万円の支払い）に応じる意向を示し、うち3社は訴えを取り下げた。
2024年（令和6年）3月29日までに、被害を受けた県内外の10の水産会社と三重県の個人事業主が、第3ルートの焼津市の水産加工会社や元常務ら3人などに対し、8億円あまりの賠償を求める訴えを静岡地方裁判所に起こした。